# Рафал Лемкін
Ра́фал (Рафаель/Рафаїл) Ле́мкін (пол. Rafał Lemkin; 24 червня 1900, Безводне, тепер Білорусь — 28 серпня 1959, Нью-Йорк) — польський та американський науковець-правник єврейського походження, фундатор дослідження геноциду; відомий насамперед своїми дослідженнями з історії трагедій вірмен і євреїв та запровадженням уперше слова геноцид як правового поняття, наукову розробку якого здійснив.
Був першим із фахівців міжнародного права, який визначив злочини сталінського комуністичного режиму проти українців як геноцид та проаналізував геноцид в Україні в контексті міжнародного права.
Лемкін зробив це в 1953 році в своєму зверненні «Радянський геноцид в Україні» до тритисячної аудиторії, що зібралася в Мангеттен Центрі в Нью-Йорку вшанувати 20-у річницю Великого Голоду в Україні.
20 листопада 2015 року стаття Лемкіна «Радянський геноцид в Україні» внесена в Росії у Федеральний список екстремістських матеріалів.

## Біографія

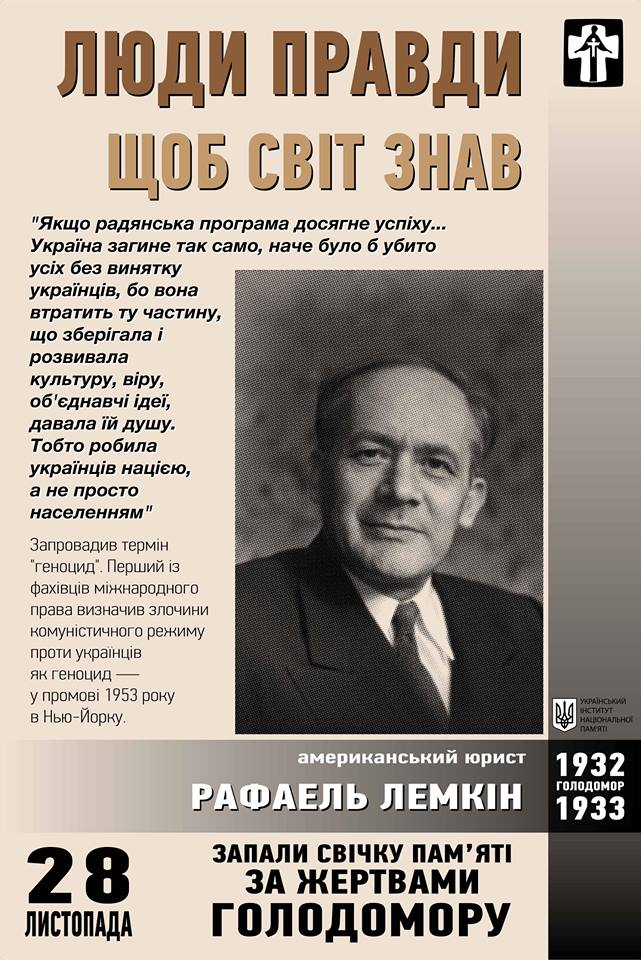

Народився в родині польських євреїв-хліборобів поблизу Волковиська Гродненської губернії. Тоді це була Російська імперія; потім ця територія перейшла до відновленої Речі Посполитої. Тепер це територія Білорусі.
Лемкін на початку 1920 років студіював філологію, а потім право у Львівському університеті Яна Казимира. Ще під час навчання, 1921 року, убивство османського політика Талата-Паші вірменським студентом привернуло Лемкіна до проблеми злочинного масового винищення людей, часом цілих народів, і він почав вивчати міжнародне право з метою створити закони для запобігання та покарання за такі злочини, які він тоді називав «варварством».
Докторську дисертацію захистив у Німеччині, у Гайдельберзькому університеті, потім працював помічником прокурора у Бережанах, затим викладав у Варшаві. На початку 1930-х років представляв Польщу на міжнародних правових конференціях. 1933 року (це не тільки рік приходу Гітлера до влади, а і рік Голодомору, про який Лемкін уже тоді добре знав) запропонував вважати тих, хто з ненависті до великої групи людей шкодив членам цієї групи, винними у «варварстві», а тих, хто знищував культурні скарби такої групи з ненависті до них, — у «вандалізмі», затримувати таких людей, хоч би де вони були, судити і карати. Тоді ця пропозиція була відкинута. Однак її розвитком стала концепція геноциду, прийнята світовою спільнотою після другої світової війни.
У 1930-х у рамках наукових досліджень трагедії винищення вірмен турками Р. Лемкін сформулював термін «злочини варварства» (англ. barbarity & vandalism) як правовий термін. Тоді ж він представив у Лізі Націй у Брюсселі та Копенгагені пропозиції щодо міжнародних юрисдикцій як проти тероризму, так і проти нищення національних, релігійних і расових груп.
1939 року, після поділу Польщі між гітлерівською Німеччиною та сталінським СРСР, Лемкін приєднався до польського війська. У вересні 1939 року брав участь в обороні Варшави, під час якої зазнав кульового поранення у стегно. Згодом змушений був тікати від окупантів до Швеції.
У 1941 році він отримав дозвіл на в'їзд до США, де викладав право в університеті. 1944 року видав працю «Влада Осі у Європі», в якій вперше вжив термін та сформулював поняття «геноцид» і задокументував нищення нацистською Німеччиною європейських країн.
Хоча сам Лемкін зміг врятуватись, його 49 родичів були вбиті німецькими окупантами під час Голокосту. Деякі з членів родини Лемкіна загинули на територіях, анексованих Радянським Союзом. Серед його єврейських родичів пережили Голокост лише брат Еліас та його родина — дружина й два сини — які були заслані до Радянського трудового табору. У 1948 році Лемкіну вдалося допомогти брату з родиною емігрувати до Канади.
1941 року Лемкін був запрошений працювати на юридичному факультеті Університету Дюка. Влітку 1942 читав лекції в університеті Віргінії. У 1943 році Лемкін розробив проєкт закону для польського уряду у вигнанні щодо покарання не тільки німецьких злочинців у Польщі; увів термін ludobójstwo[фраза потребує уточнення] (від пол. lud — народ і пол. zabójstwo — вбивство).
У 1944 році він створив термін «геноцид» (у давній Греції геносом, (γένος — «рід, родина, плем'я, народ») називали соціальні групи, що мали спільне походження і назву; суфікс -цид походить від лат. caedo — «вбивати, бити»), уперше використавши його у своїй праці 1944 року «Axis Rule In Occupied Europe: Laws Of Occupation, Analysis Of Government, Proposals For Redress».
У 1945—1946 роках Лемкін був радником Верховного суду США на Нюрнберзькому процесі. Введений ним термін «геноцид» здобув міжнародне визнання і, зокрема, був використаний головним обвинувачем від США Робертом Джексоном на Нюрнберзькому процесі.
З 1948 року Лемкін читав лекції з кримінального права в Єльському університеті.
Розробки Лемкіна були покладені в основу вироків Нюрнберзького трибуналу; він виступив головним промотором ухвалення Генеральною асамблеєю ООН 9 грудня 1948 року Конвенції про запобігання злочину геноциду і покарання за нього, в якій дано визначення геноциду в юридичних термінах. Конвенція набрала чинності 12 січня 1951 року.
Лемкін підтримував дружні зв'язки з українцями, особливо з головою Українського Конгресового Комітету Америки професором Левом Добрянським. 1953 року в Нью-Йорку на поминальному відзначенні Великого Голоду українською громадою Лемкін виголосив доповідь.
Двічі він був номінований на Нобелівську премію миру, але так і не отримав її.
Помер Лемкін на самоті у злиднях 28 серпня 1959 року в Нью-Йорку. Його поховано на 101 ділянці цвинтаря Маунт Геброн округи Квінз.

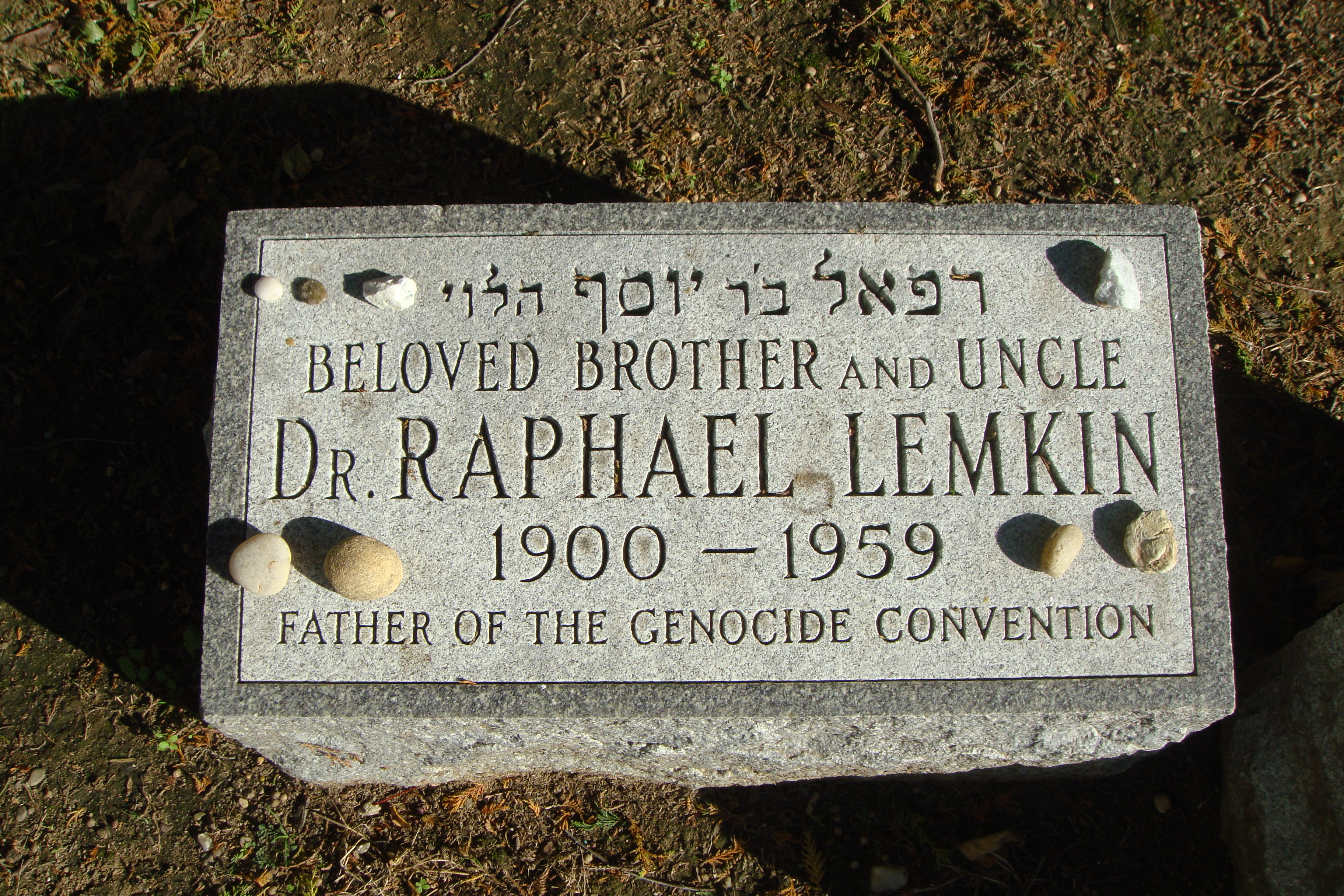
Пам'ятна таблиця на могилі Лемкіна на цвинтарі Маунт Геброн округи Квінз міста Нью-Йорк

## Цитати

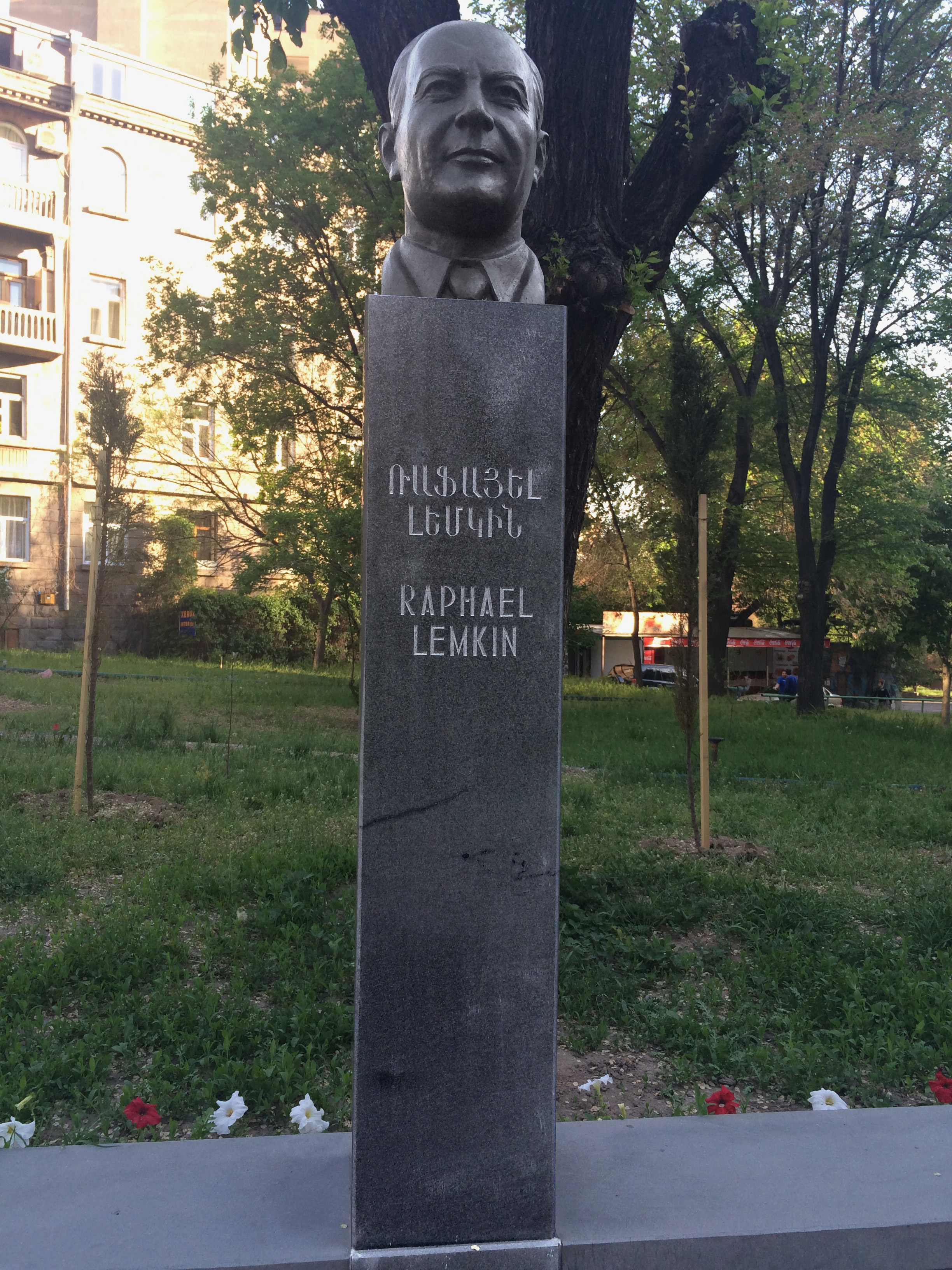
Погруддя Рафалу Лемкіну у місті Єреван

|  | Чому вбивство мільйона людей є меншим злочином, ніж убивство однієї особи? |

## Вшанування пам'яті

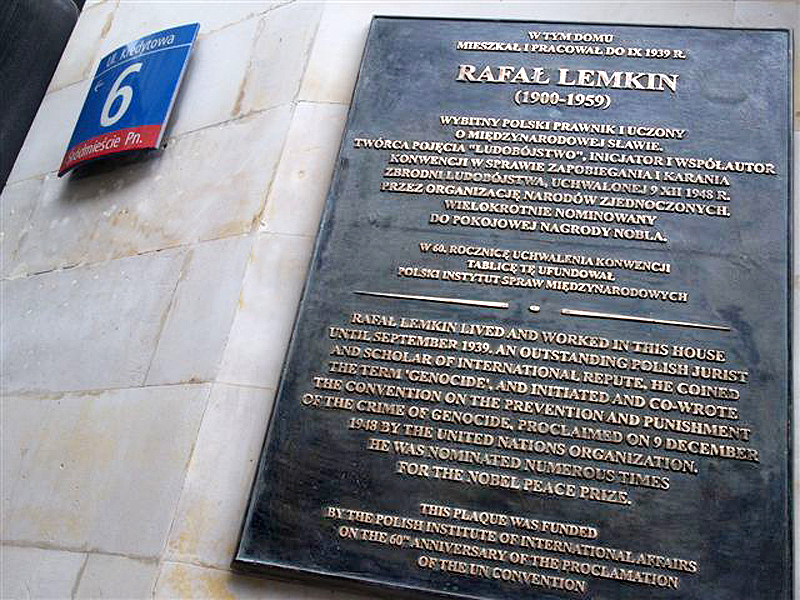
Меморіальна таблиця Лемкіну у Варшаві

Наприкінці 2009 року в Парижі в рамках урочистостей з нагоди 60-ї річниці ухвалення ООН Загальної декларації прав людини відкрито меморіальну таблицю Рафалу Лемкіну, авторові терміну «геноцид». Саме в Парижі за день до ухвалення Загальної декларації прав людини була прийнята Конвенція «Про запобігання та покарання злочину геноциду».
Важливість ідей Рафаеля Лемкіна для української історичної й правової науки важко переоцінити. Лемкін прямо назвав злочини сталінського режиму проти української нації геноцидом; наголошував, що геноцид був учинений саме щодо української нації. В українському геноциді Лемкін вбачає чотири складові, а саме: нищення української інтелігенції — мозку нації; ліквідація Церкви (Української Автокефальної Православної та Української греко-католицької) — «душі України»; Голодомор українського селянства — зберігача української культури, мови, традиції тощо; заселення України іноетнічними елементами для радикальної зміни складу населення.
На будинку, що на вулиці Замарстинівській, 21, де мешкав Рафал Лемкін під час навчання у Львівському університеті, у межах програми «Права, правосуддя і пам'яті міста», йому встановлено меморіальну таблицю. Урочисте відкриття відбулося 11 листопада 2017 року.
19 грудня 2024 року Львівська міська рада перейменувала вулицю Малинову на вулицю Рафала Лемкіна.